# Cracidae
Cracidae là một họ chim trong bộ Galliformes.

## Phân loại học
Họ Cracidae
- Phân họ Penelopinae
  - Chi Penelopina
    - Penelopina nigra

  - Chi Chamaepetes
    - Chamaepetes unicolor
    - Chamaepetes goudotii

  - Chi Penelope (15 loài)
  - Chi Aburria
    - Aburria aburri

  - Chi Pipile (4 loài)

Phân họ N.N.
- - Chi Ortalis (12 loài)
- Phân họ Oreophasinae
  - Chi Oreophasis
- Phân họ Cracinae
  - Chi Nothocrax
    - Nothocrax urumutum

  - Chi Crax (7 loài)
  - Chi Mitu
    - Mitu tomentosum
    - Mitu salvini
    - Mitu tuberosum
    - Mitu mitu (tuyệt chủng trong tự nhiên)

  - Chi Pauxi (3 loài)

## Hình ảnh

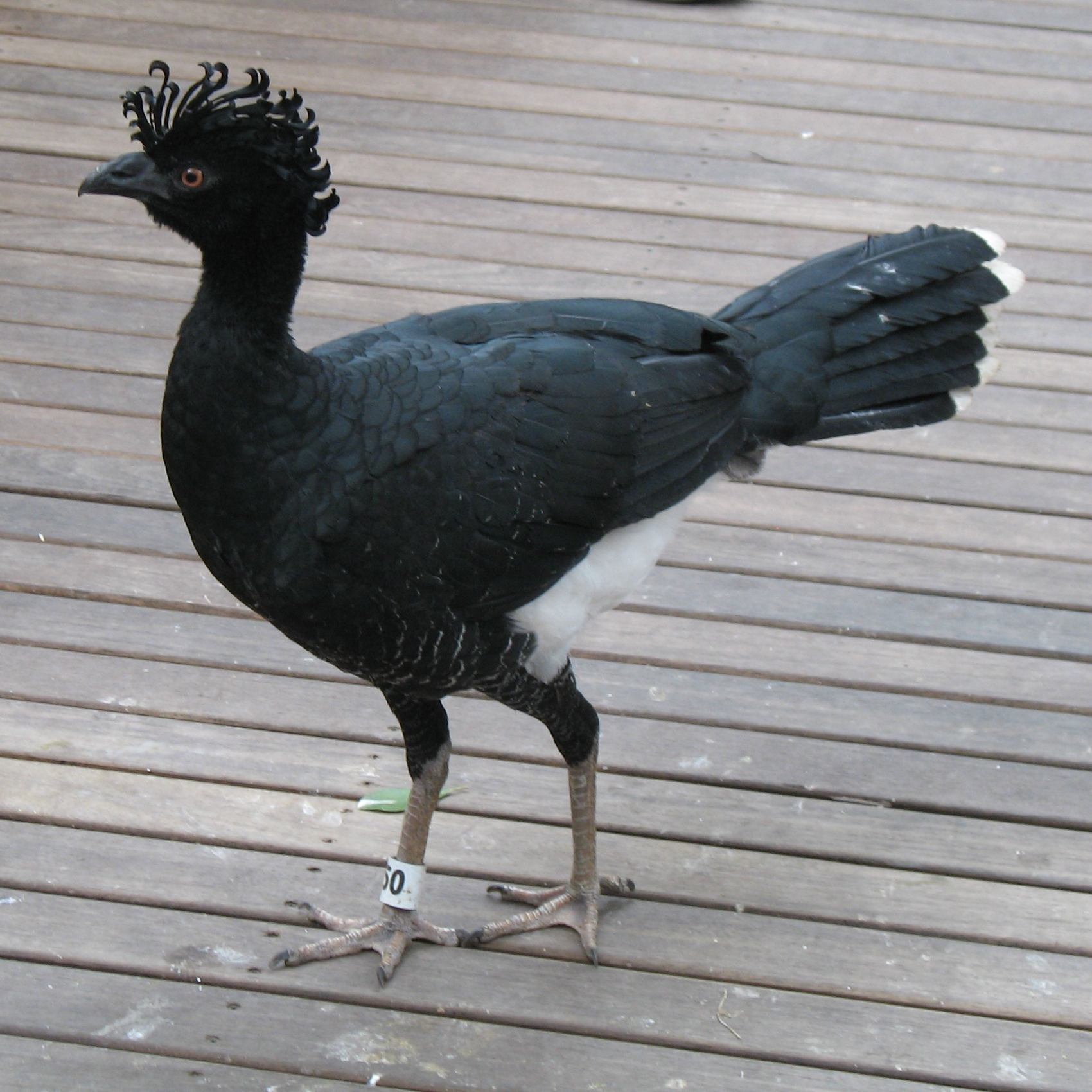
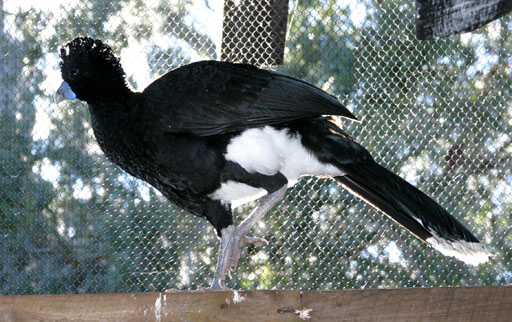
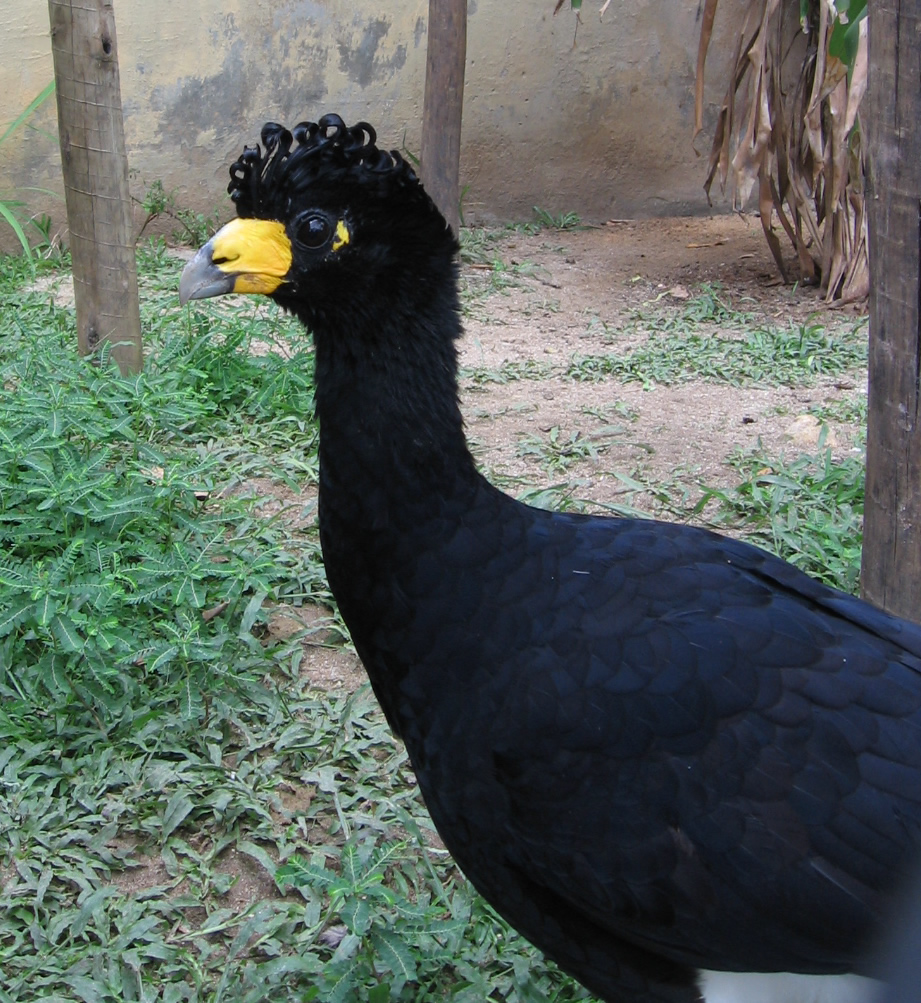
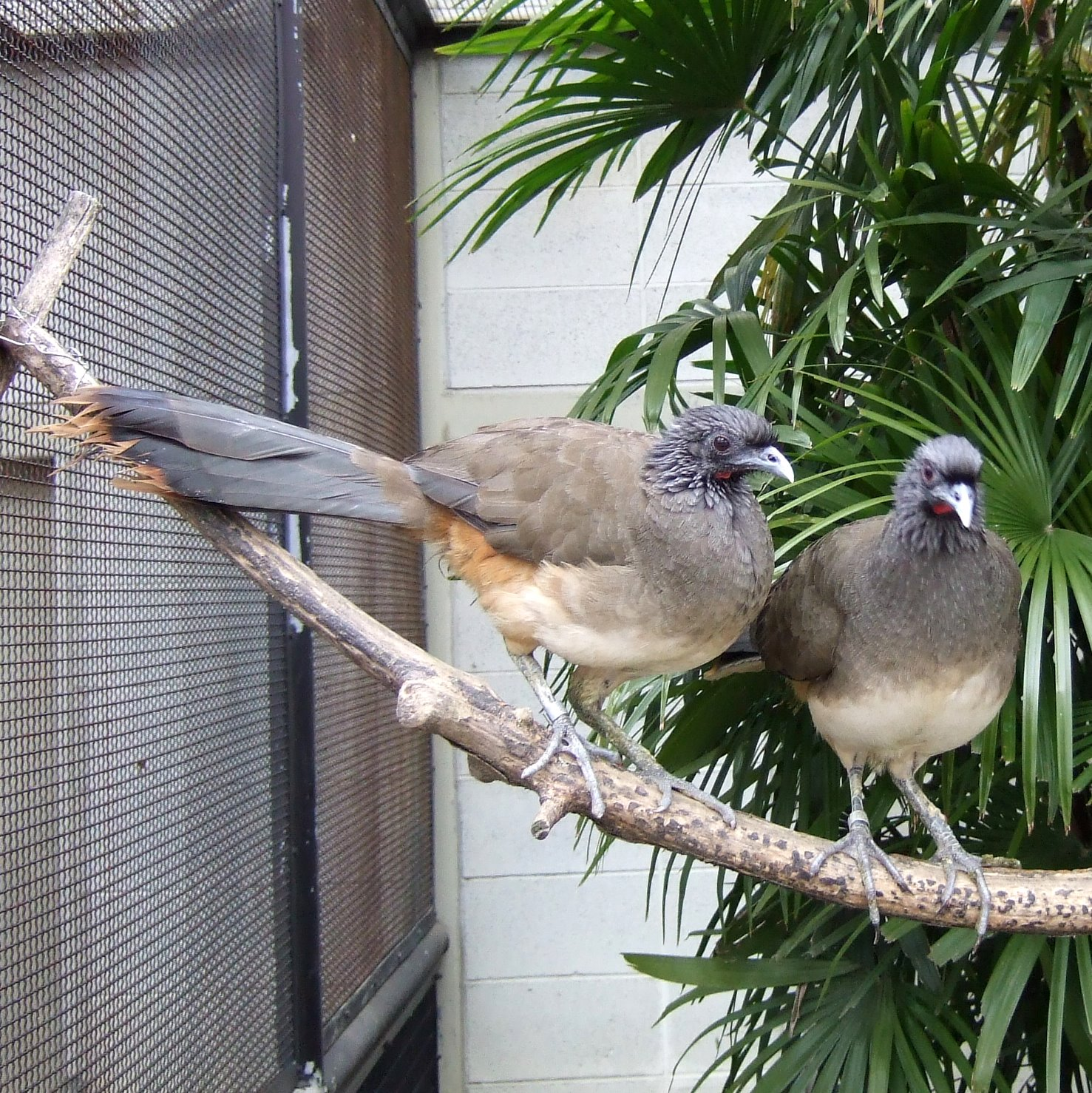
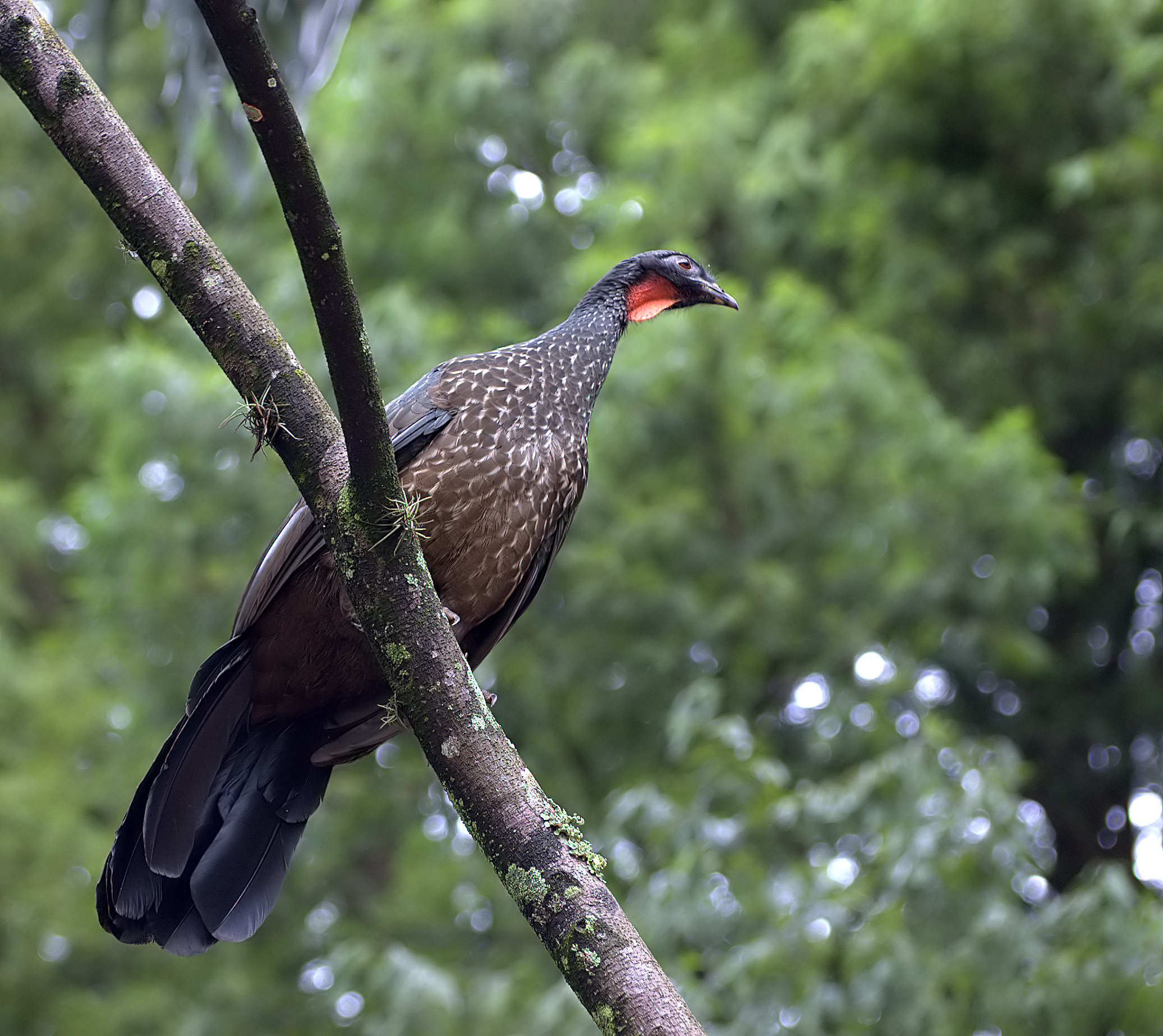
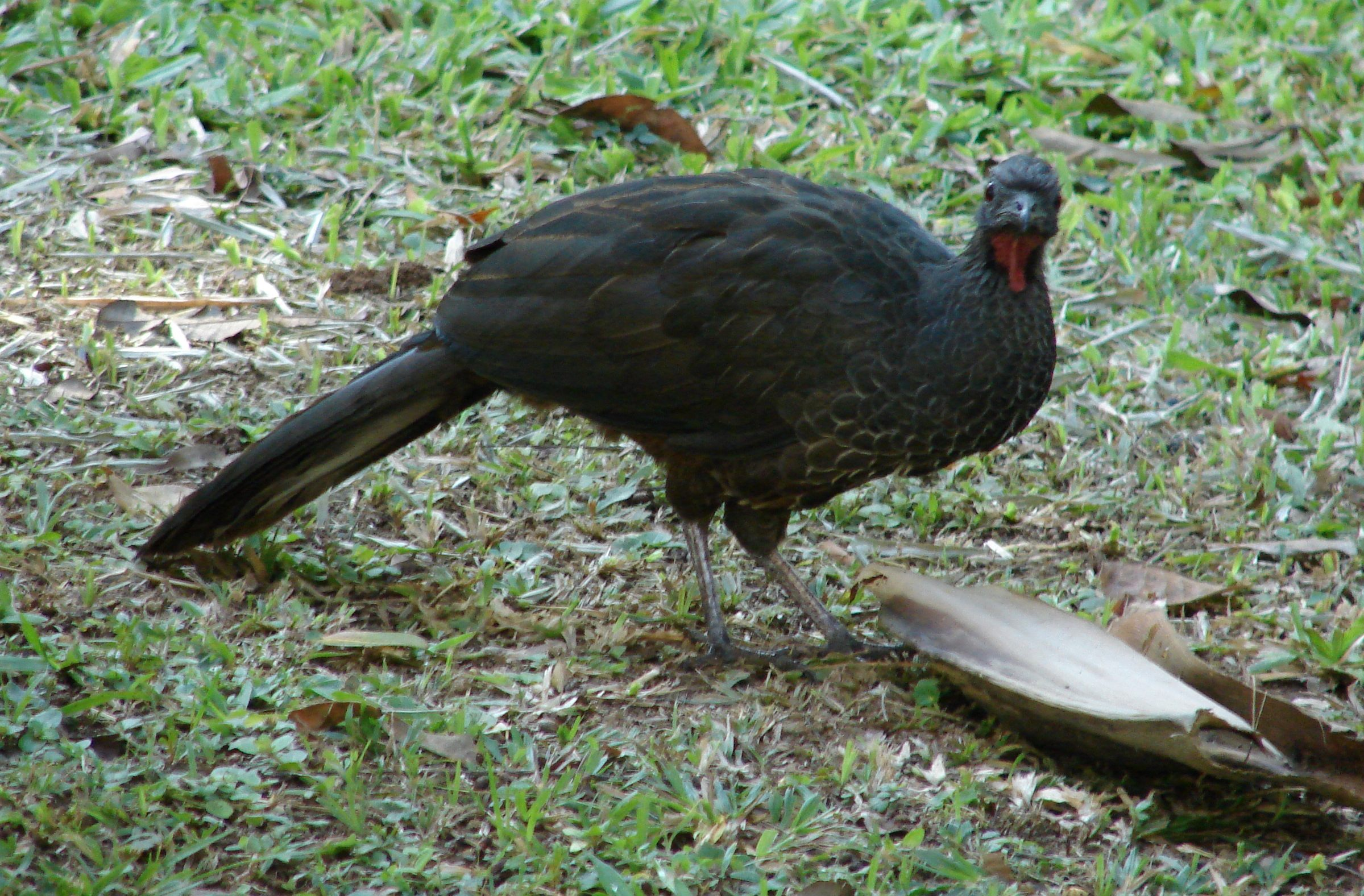